# Wojciechowo (województwo warmińsko-mazurskie)
Wojciechowo – osada w Polsce  położona w województwie warmińsko-mazurskim, w powiecie lidzbarskim, w gminie Orneta.
W latach 1975–1998 miejscowość należała administracyjnie do województwa elbląskiego.
Osada znajduje się w historycznym regionie Warmia.